# Bengy-sur-Craon

Bengy-sur-Craon este o comună în departamentul Cher, Franța. În 1 ianuarie 2022 avea o populație de 636 de locuitori.